# Condado de Polk (Carolina del Norte)
El condado de Polk (en inglés: Polk County, North Carolina), fundado en 1855, es uno de los 100 condados del estado estadounidense de Carolina del Norte. En el año 2000 tenía una población de 18 324 habitantes con densidad poblacional de 30 personas por km². La sede del condado es Columbus.

## Geografía
Según la Oficina del Censo, el condado tiene un área total de 619 km² (239 mi²), de la cual 616 km² (237,8 mi²) es tierra y 3 km² (1,2 mi²) es agua.

### Municipios
El condado se divide en seis municipios: Municipio de Columbus, Municipio de Cooper Gap, Municipio de Green Creek, Municipio de Saluda, Municipio de Tryon y Municipio de White Oak.

### Condados adyacentes
- Condado de Rutherford norte y el este
- Condado de Spartanburg sursureste
- Condado de Greenville sursudoeste
- Condado de Henderson oeste

## Demografía
En el 2000 la renta per cápita promedia del condado era de $36 259, y el ingreso promedio para una familia era de $45 096. El ingreso per cápita para el condado era de $19 804. En 2000 los hombres tenían un ingreso per cápita de $29 375 contra $23 070 para las mujeres. Alrededor del 6,40% de la población estaba bajo el umbral de pobreza nacional.

## Lugares

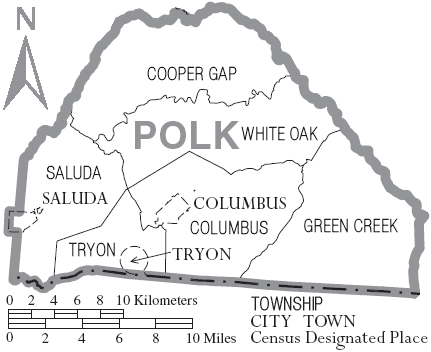
Mapa del Condado de Polk en Carolina del Norte con sus municipios

### Ciudades y pueblos
- Columbus
- Saluda
- Tryon

### Principales Carreteras
- Interestatal 26
- U.S. Highway 74
- U.S. Highway 176
- N.C. 108
- N.C. 9